# Елсуикски крайцери
Елсуикски крайцери (на английски: Elswick cruisers) е разпространено във военноморската литература название на бронепалубните и броненосните крайцери, построени за експорт от британската фирма „Армстронг“.
Терминът произлиза от името на корабостроителницата „Елсуик шипбилдинг“ (на английски: Elswick Ship Building Yard), разположена в Елсуик – район на град Нюкасъл ъпон Тайн.
В течение на 28 години, от началото на 80-те години на XIX век, компанията построява 51 крайцера за флотите на 12 страни: Италия, Испания, Португалия, Турция, Румъния, САЩ, Бразилия, Аржентина, Чили, Перу, Китай и Япония. Крайцерите се отличават с високи бойни показатели при умерена водоизместимост и относително ниска цена, в тях широко се използват най-новите технически достижения. Проектите за тези крайцери се създават от известни британски корабостроители, сред които силно изпъкват Джордж Рендел, Уилям Хенри Уайт, Филип Уотс. Двамата последни стават впоследствие главни строители (на английски: Director of Naval Construction) на британския Кралски флот. Дейността на компанията позволява създаването на съвременен военноморски флот на редица третостепенни морски държави, нейната продукция се купува и от великите морски държави. Въпреки всичко това британският флот отказва да купува от крайцерите на „Армстронг“, твърдейки, че те не отговарят на стандартите на Кралския флот.

## Зараждане

### Канонерски лодки
Корабостроителното поделение на компанията Sir W.G. Armstrong & Company се появява благодарение на желанието на Уилям Армстронг (на английски: William George Armstrong) да разшири дейността си и да строи бойни кораби, снабдени с артилерия собствено производство. През 1867 г. Армстронг подписва съглашение с Чарлз Мичел (на английски: Charles Mitchell) – собственик на корабостроителница в град Нюкасъл ъпон Тайн, разположена в района на Елсуик, за строителство на военни кораби на нейните стапели. За ръководител на корабостроителния отдел е назначен Джордж Рендел (на английски: George Wightwick Rendel), който и разработва първите проекти на компанията.
Като новак на пазара на военните кораби, компанията предпочита да започне своята дейност в това направление със строителството на съвсем малки съдове. Тласък за първия им проект е епизодът, свързан с изпитанията на корабни оръдия, конструкция на Армстронг. Тъй като жителите на Тайн роптаят срещу стрелбите близо до техните жилища, а собствен и уединен полигон компанията няма, тежкото оръдие е поставено на баржа и успешно изпробвано на 21 октомври 1865 г. Този опит води Дж. Рендел до идеята за строителство на неголеми канонерски лодки, въоръжени с едно-единствено оръдие голям калибър.
Първата проектирна от Рендел канонерска лодка „Стаунч“ слиза от стапела на 4 декември 1867 г. При скромна водоизместимост – 180 тона, и доста умерена цена – само 6700 лири, тя има солидна огнева мощ за действия в крайбрежната зона, тъй като е въоръжена с 229-mm оръдие. Проектът произвежда впечатление и получава значителен брой поръчки. Общо компанията „Армстронг“ построява 23 канонерки от този тип. Самите кораби получават условното наименование „канонерките на Рендел“ или „канонерки-ютии“ (на английски: Flat-iron gunboat) поради приликата има с ютиите от онова време. Това са плоскодънни кораби с водоизместимост около 250 тона и дължина около 30 метра. Те имат парна машина и максимална скорост не повече от 9 възела. Тяхното единствено въоръжение е голямо оръдие с калибър от 229 до 305 милиметра. Оръдието може да се прицелва самостоятелно само по вертикала, а по хоризонталната плоскост наводката става със завой на самия кораб. Мореходността им е крайно лоша.
Такива кораби за известно време представляват изгодно оръжие, тъй като носят мощно оръдие при много ниска стойност. Обаче практиката от тяхното използване в бойните действия показва, че те могат да бъдат до определена степен ефективни само при условията на абсолютно господство по море и при пълен щил. Даже слабо вълнение напълно изключва наводката на оръдията им по целта, а скорострелността им е крайно ниска. При пълното отсътствие на бронева защита това ги прави лесна плячка за корабите, въоръжени със скорострелна артилерия, макар и с по-малък калибър. Опитът да се използват в бой против сериозен противник, направени от китайския флот срещу френския флот в сражението при Фуджоу (Френско-китайската война) и срещу японския флот в сражението при Ялу (Китайско-японската война от 1894 – 1895) показват, че те са неспособни да се противопоставят на големите мореходни кораби и успяват да произведат само един – два изстрела преди своята гибел.
По-добро използване на малките канонерки с тежко въоръжение се оказва обстрела на брегови цели и непосредствената поддръжка на своите войски, в каквато роля те се използват занапред.

### Небронирани крайцери
Независимо от успешните продажби на канонерски лодки, ръководството на „Армстронг“ се притеснява за бъдещето на предприятието. Значителна и стабилна печалба обещават само строителството на достатъчно големи и скъпоструващи военни кораби, но за това са необходими и солидни капиталовложения. Дж. Рендел предлага изход от сложното положение с доста оригинален проект – да се създават по-големи бойни единици, като се съединят две канонерки с кърмите и така да се получи мореходен кораб.
При разработката на новия проект Рендел залага преди всичко на мощно настъпателно въоръжение, защитата е сведена до минимум и трябва да се компенсира с висока за края на 1870-те години скорост. За класификацията на тези кораби има различни мнения. Самият Дж. Рендел ги нарича „самостоятелен клас военноморски сили, способни да изпълняват задачи, недостъпни за канонерките“'.
Потенциалните купувачи трябва да се заинтригуват от съчетанието между ниската цена, солидно въоръжение от две 254-mm оръдия, което прави тези кораби потенциално опасни противници даже за стационерите на великите държави, а също и сравнително високата скорост. Предложението на „Армстронг“ предвижда цени в диапазона 80 000 – 100 000 фунта стерлинги и срокове за построяване 15 – 18 месеца.
Новият проект е първоначално предложен на Китай и предизвиква интереса на китайския канцлер Ли Хунджан, който управлява Бейянския флот на императорски Китай. Но първият купувач на този тип крайцери става военноморският флот на Чили, който води по това време война с Перу. „Артуро Прат“ е заложен на стапелите Уокър на 2 октомври 1879 г., но веднага след това темпът на строителството рязко пада, тъй като след пленяването на 8 октомври 1879 г. на перуанския монитор „Уаскар“ чилийците получават явно превъзходство в морето и нямат спешна нужда от нова бойна единица. В резултат правителството на Чили обявява „Артуро Прат“ за продан и на 16 юни 1883 г. той е изкупен от правителството на Япония и влиза в състава на японския флот с името „Цукуши“. Китайският флот получава през 1881 г. два крайцера от типа „Чаоюн“ – „Чаоюн“ и „Янгвей“.
Проектът „Чаоюн“/„Цукуши“ предизвиква голям, макар и преувеличен ентусиазъм от страна на обществеността. Вестник „Таймс“ (на английски: The Times) в броя си от 26 юни 1881 г. отбелязва:
| „                                                            | „…Нито един неброниран съд не може да се сравни с тези кораби по въоръжение, както и нито един броненосец не може да се състезава с тях по скорост. Огневата им мощ ги прави най-силните небронирани кораби, а далекобойността и разрушителното действие на техните оръдия им позволяват дори до определена степен да се справят с броненосците, тъй като те могат да избират дистанцията, а те самите са трудна мишена благодарение на малките им размери“ | “ |
| Brook P.Warships for export. Armstrong warships 1867 – 1927. | |   |

.
По мнение на специалистите от британското Адмиралтейство обаче, корабите от този тип имат маса недостатъци. Тяхната номинално висока скорост може да се поддържа само ограничено време, защитата практически отсъства, а по автономност и особено по мореходност те съвършено не съответстват на изискванията отправени към крайцерите.

### „Есмералда I“
Крайцерът „Есмералда“, заложен през 1881 г., става логическо развитие на проекта „Чаоюн“/„Цукуши“ и представлява негова значително усъвършенствана версия. Купувачът – чилийският флот, пожелава да получи максимум бойна мощ в минимум водоизместимост. За решаване на тази задача Рендел използва практически всички съществуващи тогава нововъведения. Корпусът на „Есмералда“ е стоманен, има двойно дъно и е разделен на множество отсеци. Карапасната (черупковидна) бронирана палуба се простира по цялата дължина на кораба и прикрива машините, погребите и рулевото устройство. Защита за бордовете са въглищните бункери. За кораб с водоизместимост едва 2950 тона, „Есмералда“ има необикновено мощно въоръжение – две 254-mm и шест 152-mm оръдия, без да се броят малокалибрените.
Проектът също има и недостатъци. Височината на борда се оказва много малка и не дава уверено плаване в бурни води, макар за Чили това да не е критично. Скорострелността на тежките оръдия е прекалено ниска. Британското Адмиралтейство подлага проекта на необикновено рязка критика, доказвайки, че „Есмералда“ съвършено не съответства на стандартите на Кралския флот по отношение на здравина, защитеност, мореходност и автономност. Въпреки това проектът прави фурор в чуждите военноморски кръгове и предизвиква вълна от поръчки от страна на флотовете на второстепенните държави, които в значителна степен благодарение на това успяват да създават относително съвременни военноморски сили. Така „Есмералда“ става стандарт за ранните експортни крайцери на „Армстронг“, получили във военноморската литература названието „елсуикски крайцери“. Още повече „Есмералда“ често се разглежда от специалистите като прототип на всички построени по-късно бронепалубни крайцери.
Уилям Армстронг доказва, че в лицето на бронепалубните крайцери, въоръжени с голямокалибрена артилерия, броненосците получават страшен противник. Тъй като за стойността на един броненосец могат да се построят четири такива бронепалубни крайцера, се твърди, че обладавайки преимущество в скоростта и броя на оръдията, крайцерите ще засипят буквално с град от снаряди броненосеца, ще го извадят от строй, а след това ще доунищожат противника с торпеда.

## Развитие

### Бронепалубни крайцери
С тежка артилерия
Ефектът, произведен от „Есмералда“, води до нови поръчки, тъй като конструкцията на кораба е оценена в този момент като най-напредничава. Още преди спускането на чилийския крайцер на вода, подобен кораб поръчва Италия. Италианският кралски флот след поражението при Лисса се стреми да възстанови своята мощ, но изпитва остър дефицит на средства. В тази ситуация малкият и евтин, но мощно въоръжен крайцер на „Армстронг“, изглежда доста привлекателен, а показателите мореходност, далечина на плаване и автономност за италианския флот никога не са били смятани за първостепенни.
На 21 август 1882 г. „Армстронг“ в Уокър залага бронепалубния крайцер „Джовани Бозан“, повтарящ „Есмералда“ и станал последен проект за Джордж Рендел за компанията. В строй той влиза през 1885 г. и според специфичната италианска класификация се води „таранен торпеден кораб“ (на италиански: Ariete-torpediniere). Проектът толкова се харесва на командването на флота, че то пожелава да построи на националните си стапели цяла серия крайцери по образец на „Джовани Бозан“. Но нивото на италианската корабостроителна промишленост се оказва доста по-ниско от британското, и крайцерите от типа „Етна“, влезли в строй през 1887 – 1889 г., се оказват неудачни, доста отстъпващи на своя прототип.
Следващите поръчки за крайцерите на „Армстронг“ пристигат от Япония. През пролетта на 1884 г. са заложени два бронепалубни крайцера от типа „Нанива“ – „Нанива“ и „Такачихо“. Проектът е разработен от новия главен строител на „Армстронг“ Уилям Уайт. Основавайки се на конструкцията на „Есмералда“, Уайт доработва проекта по отношение на по-добра защитеност и мореходност. Височината на надводния борд е увеличена, което позволява да се издигне и бронираната палуба над водолинията. Водоизместимостта също нараства, но сега корабите са по-стабилни в бурно море. Определен минус за „Армстронг“ е поставянето на крайцерите на артилерия производство на Круп (Friedrich Krupp AG Hoesch-Krupp), което е направено по искане на заявителя, но впоследствие и двата крайцера са превъоръжени със скорострелна артилерия производство на „Армстронг“. „Нанива“ и „Такачихо“ стават първите бронепалубни крайцери в японския флот.
Изглеждащият като удачен проект поражда и подражание в други страни. Испанският флот поръчва на компанията „Томпсон“ от Глазгоу доста близкия по тип крайцер „Рейна Регенте“, а след това сам строи още два такива – „Алфонсо XII“ и „Лепанто“. Австро-Унгарският флот също получава двойка еднотипни малки бронепалубни крайцери с тежки оръдия – „Кайзер Франц-Йосиф I“ и „Кайзерин Елизабет“, построени от собствени корабостроителници.
Независимо от поръчките за крайцери с арилерия голям калибър, конструкторите на фирмата съзнават, че тежките оръдия не са оптималното въоръжение за толкова малки кораби. Скорострелността на 254-mm оръдия не надминава един изстрел на 3 минути, което е съвършено недостатъчно за надеждното поразяване на целите. Такава ситуация може да е приемлива само до появата на скорострелна артилерия среден калибър, която е способна да потопи малките „елсуикски“ крайцери с големите им оръдия още преди те да успеят и един път да уцелят своята цел. Както отбелязва Владимир Костенко:
| „ | „Увлечението по бронепалубните крайцери с тежки оръдия е временно явление и се оказва възможно само за онзи кратък период, когато артилерията за пореден път взима връх над бронята, вследствие на което площта на брониране при броненосците силно намалява, заради прекомерната дебелина на плочите броня. Реално „елсуикските крайцери“ имат много малко шансове да използват техните тежки, но незащитени оръдия против броненосците, поради реалната възможност от тяхното изваждане от строй още в самото начало на боя от тежките фугасни снаряди на противника. Така развитието на военноморското въоръжение още веднъж потвърждава, че предназначението на бронепалубните крайцери никак не може да е борба с линкорите на неприятеля, а в унищожаването на неговите слаби крайцери“. | “ |
| Виноградов С. Е. Федечкин А. Д. Броненосный крейсер „Баян“ и его потомки. От Порт-Артура до Моонзунда | |   |

.
Със скорострелна артилерия
Появата на скорострелната артилерия в началото на 1880-те години позволява по нов начин да се погледне на въоръжението на крайцерите. Крайцерът „Пиемонте“ става първата работа на новия главен конструктор Филип Уотс за компанията „Армстронг“. Италианският флот пожелава да получи добре въоръжен кораб, развиващ най-голямата възможна скорост при най-малката възможна водоизместимост и умерена цена. Изискванията на платеца като цяло са изпълнени, тъй като „Пиемонте“, влязъл в строй през 1889 г., развива скорост над 22 възела и при това носи въоръжение от шест оръдия калибър 152 mm и толкова на брой 120-милиметрови. Фактически крайцерът е наблъскан с въоръжение при водоизместимост само малко под 3000 тона и впоследствие се разделя с част от оръдията, но ефектът от новия кораб е доста голям. „Пиемонте“ прави сензация във военноморските кръгове и компанията започва да получава нови чуждестранни поръчки.
През 1888 г., веднага след спуска на „Пиемонте“, компанията залага нов крайцер, даже без конкретен купувач за момента. Още по време на строежа кораба е купен от Аржентина. Като въоръжение той носи голямокалибрени, но нескорострелни оръдия Круп и скорострелна артилерия „Армстронг“ среден калибър. След влизането на „Вейнтисинко де Майо“ в строй, на стапела по предложение на Уотс почти веднага е заложен нов крайцер, скоро купен от Аржентина и наречен „Нуеве де Хулио“. Този път корабът е въоръжен само със скорострелна артилерия.
На успешния проект обръща внимание японският флот и през 1893 г. той получава крайцера „Йошино“, който е леко увеличено копие на „Нуеве де Хулио“ с по-мощни машини. На изпитанията той развива максимална скорост над 23 възела и става най-бързоходния крайцер в света за това време. През 1899 г. версия на този кораб с водотръбни котли получава Португалия с името „Дон Карлуш I“. Експериментът с котлите се оказва удачен, но повече не се повтаря. Конструкторите на „Армстронг“ продължават да се придържат към вече остарелите огнетръбни котли.

### Броненосни крайцери
В състава на китайската ескадра действат малки бронепалубни крайцери английска постройка на фирмата „Армстронг“, в частност: крайцерите 2 клас: „Tsi-Yuen“ („Чжиюан“), „Ching-Yuen“ („Чингъюан“); крайцерите 3 клас: „Yang-Wei“ („Янгвей“), „Chao-Yung“ („Чаоюн“), „Kuang-Chia“, „Kuang-Ping“. Всички те са въоръжени изключително с артилерия германско производство.
В състава на японската ескадра, в частност, действат в състава на отделно съединение – „летящият отряд“, малките бронепалубни крайцери английска постройка на фирмата Армстронг: „Yoshino“ (под флага на контраадмирала Цубой), „Takachiho“, „Akitsushima“, „Naniwa“. Тези четири крайцера са въоръжени изключително с артилерия английско производство на фирмата „Армстронг “ – по-дългостволна и поради тази причина и по-далекобойна.
В хода на сражението „летящият отряд“ използвайки преимуществото си в скорост на хода и натрупания опит в съвместно маневриране, осигурява бързо сближение с противника, отклоняване от близък бой с главните сили на противника чрез обхват на фланга на строя на китайската ескадра, и фактически принуждава противника да води най-изгодната за своя среден калибър дистанция на водене на огъня. При това японските бронепалубни крайцери английска постройка, действат изключително в състава на съединението „летящият отряд“, против единичните китайски крайцери, отцепвайки ги от главните им сили, както и против миноносците на противника, което основно и осигурява бойния успех на японската ескадра в това сражение.

## Крайцери на Япония
През 1895 г., японците победоносно завършват войната с Китай. Главните сили на техния флот са съставени от бронепалубните крайцери: „Йошино“ (потъва след сблъсък „Касуга“); „Хашидате“; „Мацушима“; „Ицукушима“; „Такачихо“; „Нанива“, и няколко по-малки крайцера. Към тях са и остарелите единици: броненосеца „Фуджи“ и два броненосни корвета – „Конго“ и „Хией“. Съставът на артилерийското въоръжение на японските крайцери към началото на руско-японската война не се изменя и се смята за най-нов и актуален. По-ново артилерийско въоръжение към това време няма нито един от останалите японски кораби. Към началото на руско-японската война, японците нямат морски оръдия своя система, всички най-нови оръдия в необходимото количество те получават от Англия по море. Заводът на Армстронг в Англия даже не скрива, че е засипан от японски поръчки за производство на нови части за замяна на повредените части на японските оръдия, лафети и щитове за оръдия. Всички тези кораби имат активно участие в руско-японската война. В частност, „Нанива“ и „Такачихо“ довършват руския броненосен крайцер „Рюрик“, повреден в бой с японските броненосни крайцери, принуждавайки го да се самопотопи. Останалите съставят отделен отряд и участват в боя от 28 юли с руската ескадра на адмирал Витгефт. Тези крайцери представляват повече от половината от всички японски бронирани крайцери.

## Списъци на крайцери
Списък на бронепалубните крайцери на „Армстронг“ за износ
- Аржентина:
  - „Вейнтисинко де Майо“
  - „Нуеве де Хулио“
  - „Буенос Айрес“
- Бразилия:
  - „Република»
  - „Алмиранте Барозо“
- Чили:
  - „Есмералда I“
  - „Бланко Енкалада“
  - „Министро Сентено“
  - „Чакабуко“
- Перу:

- - Крайцери скаути тип „Алмиранте Грау“:
    - „Алмиранте Грау“
    - „Колонел Болонеси“
- Испания:
  - Бронепалубни крайцери тип „Исла де Лусон“
    - „Исла де Лусон“
    - „Исла де Куба“
- Италия:
  - „Джовани Бозан“
  - „Догали“
  - „Пиемонте“

- Османска империя:
  - „Хамидие“
- Румъния:
  - „Елизабета“
- Португалия:
  - „Дон Карлуш I“

- САЩ:
  - Бронепалубни крайцери тип „Ню Орлиънс“
    - „Ню Орлиънс“
    - „Олбани“
- Япония:
  - Бронепалубни крайцери тип „Нанива“:
    - „Нанива“
    - „Такачихо“

  - „Йошино“
  - „Такасаго“
- Империята Цин:
  - Бронепалубни крайцери тип „Чаоюн“:
    - „Чаоюн“
    - „Янгвей“

  - Бронепалубни крайцери тип „Хай Чи“
    - „Хай Чи“
    - „Хай Тиен“

  - Бронепалубни крайцери тип „Чжиюан“
    - „Чжиюан“
    - „Чингъюан“

Списък на броненосните крайцери на „Армстронг“ за износ
- Чили:
  - „Есмералда II“
  - „О’Хигинс“
- Япония:
  - Броненосни крайцери тип „Асама“
    - „Асама“
    - „Токива“

  - Броненосни крайцери тип „Изумо“
    - „Изумо“
    - „Ивате“